# Weißenburger Tagblatt
Das Weißenburger Tagblatt ist eine Tageszeitung aus Weißenburg in Bayern, die als Kopfblatt ihren Mantelteil von den Nürnberger Nachrichten bezieht. Die Zeitung erschien erstmals 1891. Die Geschäftsstelle befindet sich in Weißenburg in der Wildbadstraße 16–18. Der Zeitungsverlag ist die Druckerei Braun und Elbel GmbH & Co. KG. Die verkaufte Auflage beträgt mit dem Treuchtlinger Kurier zusammen 8189 Exemplare, ein Minus von 30,9 Prozent seit 1998.

## Geschichte
Der Weißenburger Tagblatt wurde am 14. Dezember 1891 gegründet und erscheint seit dem 1. Januar 1892, damals unter dem Namen Tagblatt für Weißenburg, Ellingen und Umgebung, in täglicher Erscheinungsweise. Verlagsgründer waren Leonhard Braun und Max Elbel. Deren Verlag gehört bis heute das Weißenburger Tagblatt und bereits damals befand sich der Verlagsstandort und Redaktionssitz in der Wildbadstraße 16. Kriegsbedingt endet die Ausgabe mit dem 18. April 1945 und erst am 30. Juli 1949
wird das „Weißenburger Tagblatt“ wieder zugelassen. Seit dem 1. November 1969 gibt es zusammen mit anderen Zeitungen der Region eine Zusammenarbeit mit den Nürnberger Nachrichten.

## Verbreitungsgebiet des Weißenburger Tagblattes
Der Weißenburger Tagblatt deckt die Gemeinden des ehemaligen Landkreises Weißenburg in Bayern ab, außer Treuchtlingen, das zum Gebiet der Tageszeitung Treuchtlinger Kurier zählt.
Gemeinden im Verbreitungsgebiet:
| - Absberg - Alesheim - Bergen - Burgsalach - Ellingen - Ettenstatt - Höttingen | - Langenaltheim - Nennslingen - Pappenheim - Pleinfeld - Raitenbuch - Solnhofen - Weißenburg in Bayern |

Weiter gibt es einige Orte, in denen auf Grund der früheren historischen Landkreisgrenzen neben dem Weißenburger Tagblatt der in Gunzenhausen beheimatete Altmühl-Bote gelesen wird:
- Veitserlbach
- Ramsberg
- Alesheim

Im Gemeindeteil Mühlstetten der Gemeinde Röttenbach im Landkreis Roth ist neben dem Weißenburger Tagblatt die Roth-Hilpoltsteiner Volkszeitung gängige Tageszeitung.

## Auflage
Die Auflage des Weißenburger Tagblatts wird gemeinsam mit dem Treuchtlinger Kurier ausgewiesen. Die beiden Blätter haben wie die meisten deutschen Tageszeitungen in den vergangenen Jahren an Auflage eingebüßt. Die verkaufte Auflage ist in den vergangenen 10 Jahren um durchschnittlich 2 % pro Jahr gesunken. Im vergangenen Jahr hat sie um 3,1 % abgenommen. Sie beträgt gegenwärtig 8189 Exemplare. Der Anteil der Abonnements an der verkauften Auflage liegt bei 92 Prozent.
| 1998  | 1999  | 2000  | 2001  | 2002  | 2003  | 2004  | 2005  | 2006  | 2007  | 2008  | 2009  | 2010  | 2011  | 2012  | 2013  | 2014  | 2015 | 2016 | 2017 | 2018 | 2019 | 2020 | 2021 | 2022 | 2023 | 2024 |
| ----- | ----- | ----- | ----- | ----- | ----- | ----- | ----- | ----- | ----- | ----- | ----- | ----- | ----- | ----- | ----- | ----- | ---- | ---- | ---- | ---- | ---- | ---- | ---- | ---- | ---- | ---- |
| 11857 | 11853 | 11854 | 11921 | 11755 | 11661 | 11444 | 11277 | 11125 | 11027 | 10925 | 10804 | 10697 | 10535 | 10411 | 10229 | 10050 | 9975 | 9894 | 9702 | 9567 | 9252 | 9110 | 8989 | 8739 | 8449 | 8189 |

## Chefredakteur
Leiter der Lokalredaktion waren:
- 1891–1912: Max Elbel
- 1912–1945: Max Braun
- 1949–1987: Anton Paul Haßold
- 1987–1994: Cornel Diederichs
- 1994–2005: Uwe Ritzer
- 2005–2022: Robert Maurer
- seit 2022: Robert Renner